# Посольство Велотуризму Данії
Посольство велотуризму Данії (CED) - данська мережева організація професійних велосипедистів, які представляють приватні компанії, місцеві органи влади та неурядові організації. Метою діяльності посольства є популяризація велосипедної їзди як засобу пересування і Данії як велонації, щоб, спираючись на давню данську велокультуру, пропонувати рішення містобудівникам по всій Європі і світу в сфері містобудування, розвитку велосипедної інфраструктури та просування велоспорту.

## Історія
CED була заснована 12 травня 2009 року під час конференції Велосіті-2009 у Брюсселі. Посол Данії у Бельгії Йорген Мольде провів урочисту церемонію, яка привернула увагу данської і міжнародної преси, політиків й урбаністів, які брали участь у Велосіті.

## Мережа
До мережі CED входять данські міста, компанії й об'єднання, такі як:
- Муніципалітет Копенгагена
- Муніципалітет Фредеріксберга
- Муніципалітет Оденсе
- Муніципалітет Ольборга
- Муніципалітет Орхуса
- Муніципалітет Міддельфарта
- Муніципалітет Раннерса
- Aros Kommunikation
- GoBike
- Данська федерація велосипедистів
- Reelight
- Velorbis
- Veksø А/С
- КОВІ А/С
- Архітектурне бюро Gehl Architects
- Данське онкологічне товариство
- DSB (залізниця)
- Atkins
- Rambøll
- Архітектурне бюро Gottlieb Paludan Architects

## Лідерська премія за просування велосипедного руху
Під час Конференції ООН зі зміни клімату 2009 року мер Нью-Йорка Майк Блумберг першим отримав від CED Лідерську премію за просування велосипедного руху.
У 2010 році Рулоф Віттінк був нагороджений [Архівовано 3 червня 2016 у Wayback Machine.] Лідерською премією за просування велосипедного руху під час міжнародної конференції Велосіті в Копенгагені.